# Seguir Cantando
Seguir Cantando é o sexto álbum e o segundo CD e DVD ao vivo da cantora Luiza Possi. “Seguir Cantando” foi gravado no dia 29 de abril no Citibank Hall, em São Paulo e traz músicas do repertório da cantora como “Eu Espero”, “Tudo Certo”, “Vem Ver”, inéditas como “Deixa Estar”, “Balancê“ e “Abençoador”. Luiza também faz ‘covers’, “Desculpe o Auê”, de Rita Lee, “O Portão”, de Roberto Carlos, e “Folhetim”, de Chico Buarque. O DVD traz participações especiais de Ivete Sangalo na faixa "O Circo Pega Fogo" e "Azul" de Djavan e sua mãe Zizi Possi na faixa "Cacos de Amor". O DVD foi exibido pela primeira vez no dia 21 de agosto pelo Canal Brasil e foi lançado no dia 30 de agosto.

## Sobre o DVD
O projeto "Seguir Cantando" é o sexto CD e segundo DVD da carreira da cantora Luiza Possi. O DVD traz 21 faixas, além de três nos extras. O show, numa sexta-feira, dia 29 de abril estava com ingressos esgotados no Citibank Hall. O encontro com o público foi arrebatador. O DVD "Seguir Cantando" é uma coprodução do Canal Brasil com direção de Pablo Uranga. E a cantora, que assina a direção artística do show, preparou grandes surpresas para a noite O repertório foi escolhido a dedo por ela. Entre as músicas que foram apresentadas estão as inéditas "Vem Ver" (Pedro e Rita Altério), "Deixa Estar" (Tó Brandileone), "Abençoador" (Paulo Novaes) e "Dias com Mais Horas" (Luiza Possi e Dudu Falcão), entre outras. Luiza começa o show com a versão do sucesso "O Portão" (Roberto Carlos) e finalizou com "Maneiras" (de Chico da Silva, famosa nos vocais de Zeca Pagodinho). Outra música que ganhou uma versão na voz de Luiza Possi foi "Desculpe o Auê" (Rita Lee), além de "Folhetim" (Chico Buarque), já cantada por Luiza nas últimas turnês. As músicas que consagraram a carreira de Luiza também fizeram parte do repertório, como "Eu Espero" e "Tudo Certo".

### Gravação do DVD
No dia 29 de abril a cantora subiu ao palco do Citibank Hall, em São Paulo, para apresentar ao público um show especial. Nesta apresentação a cantora gravou o segundo DVD ao vivo da carreira, batizado como “Seguir Cantando”. Neste show Luiza recebeu duas convidadas especiais: Ivete Sangalo e Zizi Possi. Com ambas Luiza apresentou duas músicas no show. A gravação do DVD foi dirigido por Pablo Uranga, com direção artística da própria Luiza.
| “ | “É um passo muito importante e grande na minha vida, é um momento de mudanças, de querer me tornar quem eu sou" | ” |

, explica a cantora sobre o novo projeto. 
| “ | “Espero que meus fãs estejam juntos comigo, afinados no coro e fazendo essa troca de carinho que é o que me motiva a dar passos importantes e ousados como esse” | ” |

.
Algumas das músicas preparadas por Luiza para este show são "Vem Ver", "Deixa Estar", "Abençoador", "Dias com Mais Horas" e versões de “Folhetim” (Chico Buarque), "O Portão" (Roberto Carlos), "Desculpe o Auê" (Rita Lee) e "Maneiras" (Sylvio da Silva).

## Faixas

### Faixas do DVD
| N.º | Título                                                       | Compositor(es)                     | Duração |  |
| 1.  | "O Portão"                                                   | Roberto Carlos, Erasmo Carlos      |         |  |
| 2.  | "Deixa Estar"                                                | Tó Brandileone                     |         |  |
| 3.  | "Na Sua"                                                     | Luiza Possi, Thathi                |         |  |
| 4.  | "Dias Com Mais Horas"                                        | Luiza Possi, Dudu Falcão           |         |  |
| 5.  | "Minha Lua"                                                  | Luiza Possi                        |         |  |
| 6.  | "Tudo Certo"                                                 | Dudu Falcão                        |         |  |
| 7.  | "Eu Espero"                                                  | Luiza Possi, Dudu Falcão           |         |  |
| 8.  | "Paisagem"                                                   | Luiza Possi, Dudu Falcão           |         |  |
| 9.  | "Cacos De Amor" (Part. Zizi Possi)                           | Luiza Possi, Dudu Falcão           |         |  |
| 10. | "Abençoador"                                                 | Paulo Novaes                       |         |  |
| 11. | "Desenganos"                                                 | Luiza Possi, Nelsinho Botega       |         |  |
| 12. | "Vem Ver"                                                    | Pedro Alterio, Rita Alterio        |         |  |
| 13. | "De Graça"                                                   | Luiza Possi, Dudu Falcão           |         |  |
| 14. | "Circo Pega Fogo" (Part. Ivete Sangalo)                      | Nelsinho Botega                    |         |  |
| 15. | "Desculpe O Auê"                                             | Rita Lee, Roberto de Carvalho      |         |  |
| 16. | "Registro"                                                   | Dudu Falcão                        |         |  |
| 17. | "Balance"                                                    | Sara Tavares                       |         |  |
| 18. | "Folhetim"                                                   | Chico Buarque                      |         |  |
| 19. | "Maneiras"                                                   | Sylvio da Silva                    |         |  |
| 20. | "O Amor Vem Pra Cada Um (Loves Comes To Everyone)"           | George Harrison / Versão: Beto Fae |         |  |
| 21. | "Azul" (Part. Ivete Sangalo)                                 | Djavan                             |         |  |
| 22. | "Ainda é Tudo Seu" (Part. Thiaguinho) (Extras)               | Luiza Possi, Jhama                 |         |  |
| 23. | "Tá Vendo Aquela Lua" (Part. Thiaguinho) (Extras)            | Thiaguinho, Rodriguinho            |         |  |
| 24. | "Partiu" (Part. Pedro Alterio e Vinicius Calderoni) (Extras) | Vinicius Calderoni                 |         |  |

### Faixas do CD
| N.º | Título                                                 | Compositor(es)                | Duração |  |
| 1.  | "O Portão"                                             | Roberto Carlos, Erasmo Carlos | 3:55    |  |
| 2.  | "Deixa Estar"                                          | Tó Brandileone                | 3:24    |  |
| 3.  | "Na Sua"                                               | Luiza Possi, Thathi           | 3:55    |  |
| 4.  | "Dias Com Mais Horas"                                  | Luiza Possi, Dudu Falcão      | 4:23    |  |
| 5.  | "Minha Lua"                                            | Luiza Possi                   | 4:10    |  |
| 6.  | "Cacos De Amor" (Part. Zizi Possi)                     | Luiza Possi, Dudu Falcão      | 3:50    |  |
| 7.  | "Abençoador"                                           | Paulo Novaes                  | 2:40    |  |
| 8.  | "Vem Ver"                                              | Pedro Altério, Rita Altério   | 3:27    |  |
| 9.  | "Circo Pega Fogo" (Part. Ivete Sangalo)                | Nelsinho Botega               | 4:20    |  |
| 10. | "Desculpe O Auê"                                       | Rita Lee, Roberto de Carvalho | 2:17    |  |
| 11. | "Registro"                                             | Dudu Falcão                   | 3:50    |  |
| 12. | "Balance"                                              | Sara Tavares                  | 3:02    |  |
| 13. | "Maneiras"                                             | Sylvio da Silva               | 4:15    |  |
| 14. | "Azul" (Part. Ivete Sangalo)                           | Djavan                        | 3:11    |  |
| 15. | "Ainda é Tudo Seu" (Part. Thiaguinho) (Versão Estúdio) | Luiza Possi, Jhama            | 3:58    |  |

## Créditos
- Luiza Possi (vocais)
- Bruno Coppini (baixo e vocais)
- Ramon Montagner (bateria)
- Will Bone (metais, violão e samplers)
- Conrado Goys (guitarra, violão e vocais)
- Kecco Brandão (teclados e vocais)
- Paloma Possi (backing vocal)
- Marisa Silveira (violoncello)

## Participações em Trilhas Sonoras
- Cacos De Amor (Part. Zizi Possi) fez parte da trilha sonora da novela Flor do Caribe da Rede Globo.